# Xã Clay, Quận Hubbard, Minnesota
Xã Clay (tiếng Anh: Clay Township) là một xã thuộc quận Hubbard, tiểu bang Minnesota, Hoa Kỳ. Năm 2010, dân số của xã này là 69 người.